# Johannes Frans Goedhart

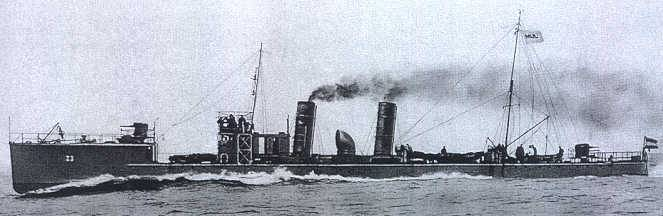
Torpedoboot Z3

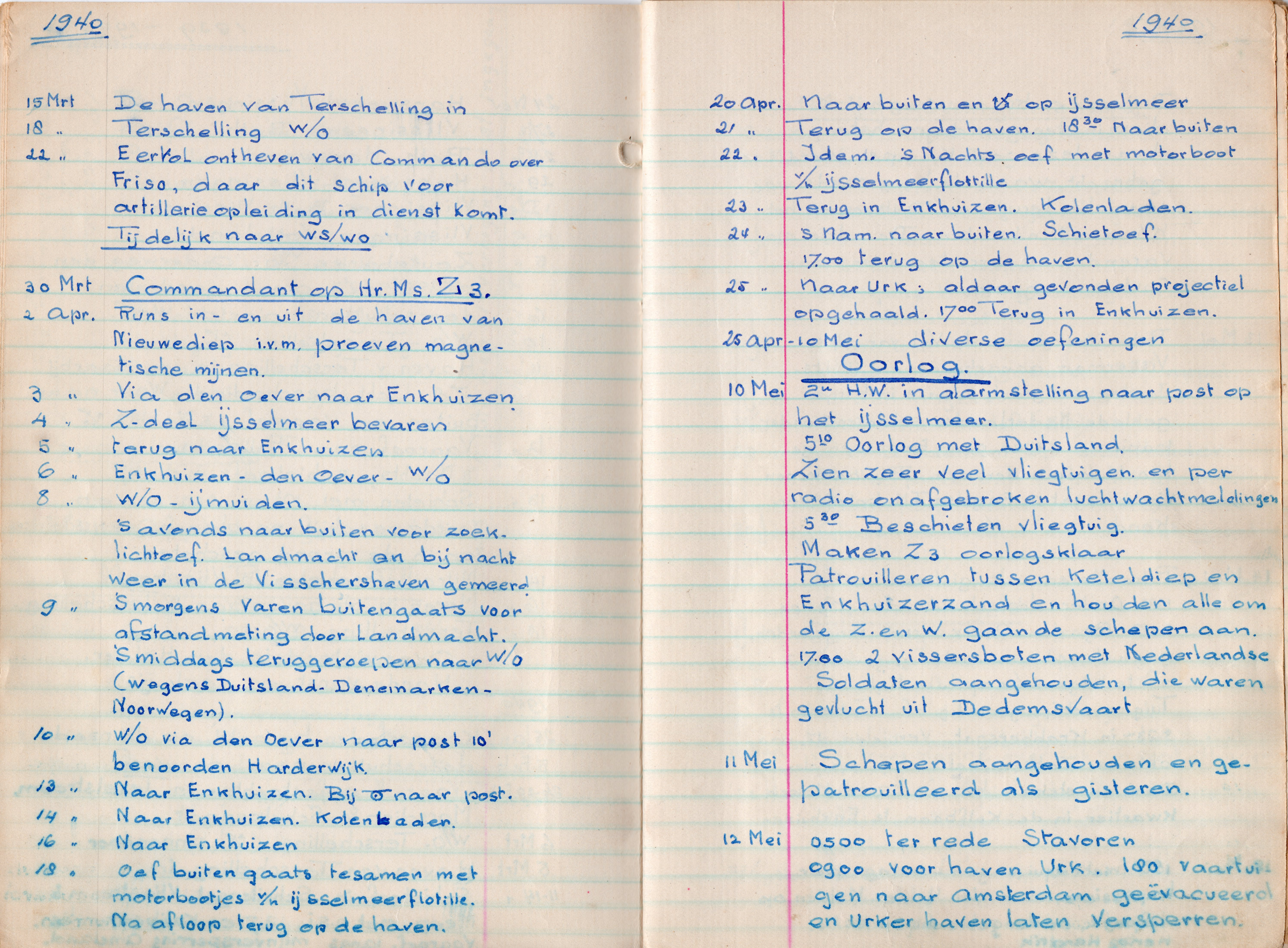
Fragment uit het scheepslogboek van J.F. Goedhart

Johannes Frans Goedhart (12 november 1899 - 15 augustus 1942) was een Nederlandse Luitenant-ter-zee bij de Koninklijke Marine en Engelandvaarder. Hij werd in 1942 op de Waalsdorpervlakte gefusilleerd.
Tijdens de meidagen van 1940 voerde Goedhart het commando over de Hr.Ms. Z3. Op 10 mei 1940 was de torpedoboot ingedeeld bij het IJsselmeerflottielje dat als taak had het voorkomen dat Duitse troepen het IJsselmeer konden oversteken. Om te voorkomen dat het schip in Duitse handen zou vallen, ten tijde van de Nederlandse capitulatie op 14 mei, besloot Jan Goedhart de oude torpedoboot op de dam van het Krabbersgat, voor de haven van Enkhuizen, te zetten waarna het schip in brand werd gestoken. Na twee maanden krijgsgevangenschap werd hij met groot verlof naar huis gestuurd.

## Verzet
Daarna leidde hij een onopvallend bestaan, waarbij hij een flink netwerk opbouwde in de illegaliteit. Dat gebeurde samen met zijn broer Gerrit Jan van Heuven Goedhart, die onder andere de grondlegger van de verzetskrant Het Parool was. Samen met hem maakte Jan Goedhart plannen om uit te wijken naar Engeland. Als datum voor het vertrek uit Nederland werd 21 maart 1942 gekozen.

## Engelandvaart
Van het verzet had Jan Goedhart allerlei papieren meegekregen om in Londen af te leveren. Samen met Max en Bernard Meijers uit Amsterdam, Frederick Spitz, Willem Blomme, Cornelis Grashoff, de Tsjech Josef Ludvik Fischer, Mikta Baum en de Oostenrijker Carl Martin Zellermayer vertrok hij naar Biersum. Achter het stuur zat Henk Luyendijk, een chauffeur uit Rotterdam, die naar later bleek voor de Wehrmacht werkte. Het verzamelpunt was de boerderij van Maarten de Graaff, die pontbaas was in Simonshaven en bij wie de boot voor de tocht naar Engeland lag afgemeerd. 

### Verraad
Vanaf het begin was de gehele operatie verraden door Luyendijk en net voor vertrek werd de boerderij omsingeld door Duitsers. Alleen Fischer ontkwam door zich te verstoppen. Hij was daardoor in staat na de oorlog tegen Luyendijk te getuigen. Deze werd op 22 maart 1946 door het Bijzonder Gerechtshof in Rotterdam ter dood veroordeeld, een vonnis dat later werd omgezet in tien jaar waarvan hij ruim zes jaar heeft uitgezeten.
Over Jan Goedhart spraken nazi-rechters een dubbel doodvonnis uit in verband met zijn wapenbezit én het bezit van geheime informatie die hij naar Engeland wilde smokkelen. Ook Max en Bernard Meijers, Mikta Baum en Carl Zellermayer, die van joodse huize waren, werden ter dood veroordeeld. Deze vijf werden op 15 augustus 1942 vanuit het Oranjehotel vervoerd naar de Waalsdorpervlakte en daar gefusilleerd. Isaac Bravenboer, die de boot had geleverd, kwam 13 april 1943 om het leven in concentratiekamp Buchenwald. Gerard Palms, Wilhelmus Blomme en Cornelis Grashoff overleefden het concentratiekamp.
1. ↑  https://wo2-hoekschewaard.nl/verzet/1942-het-verraad-van-de-pontbaas/. Gearchiveerd op 6 juni 2023.